# Rue Balmes
Pour l’article homonyme, voir Balmes.
La rue Balmes est une grande avenue de la partie centrale de la ville de Barcelone. Elle est dédiée au philosophe et religieux catalan Jaume Balmes.
Avec la rue Muntaner, c'est la plus grande avenue dans le sens mer-montagne. Elle commence au niveau de la rue Pelai et traverse l'Eixample et Sant Gervasi pour atteindre la place John Fitzgerald Kennedy (Barcelone) où commence l'avenue Tibidabo et le tramway bleu.
La rue Balmes marque la limite entre la droite et la gauche de l'Eixample. C'est une rue au trafic particulièrement dense qui relie la mer et la montagne. Les trottoirs sont étroits, bien que la rue ait la même largeur que le reste de l'Eixample. L'espace réservé aux voitures est plus important.
À partir de la Via Augusta la circulation est en double sens et la route est plus large.
Au-dessus de la place Molina son tracé se superpose avec l'ancien ruisseau de Sant Gervasi, raison pour laquelle l'urbanisation du secteur est postérieure au reste du quartier.
Le plan Cerdà de 1859, prévoyait que la rue rejoigne la rue Pelai à l'avenue Diagonal. Le prolongement dans Sant Gervasi date de 1908, pour rejoindre l'avenue Tibidabo.

## Bâtiments remarquables et lieux de mémoire
- No 48 : édifice moderniste de l'architecte Enric Sagnier, siège du Musée du Modernisme catalan[2].

## Galerie

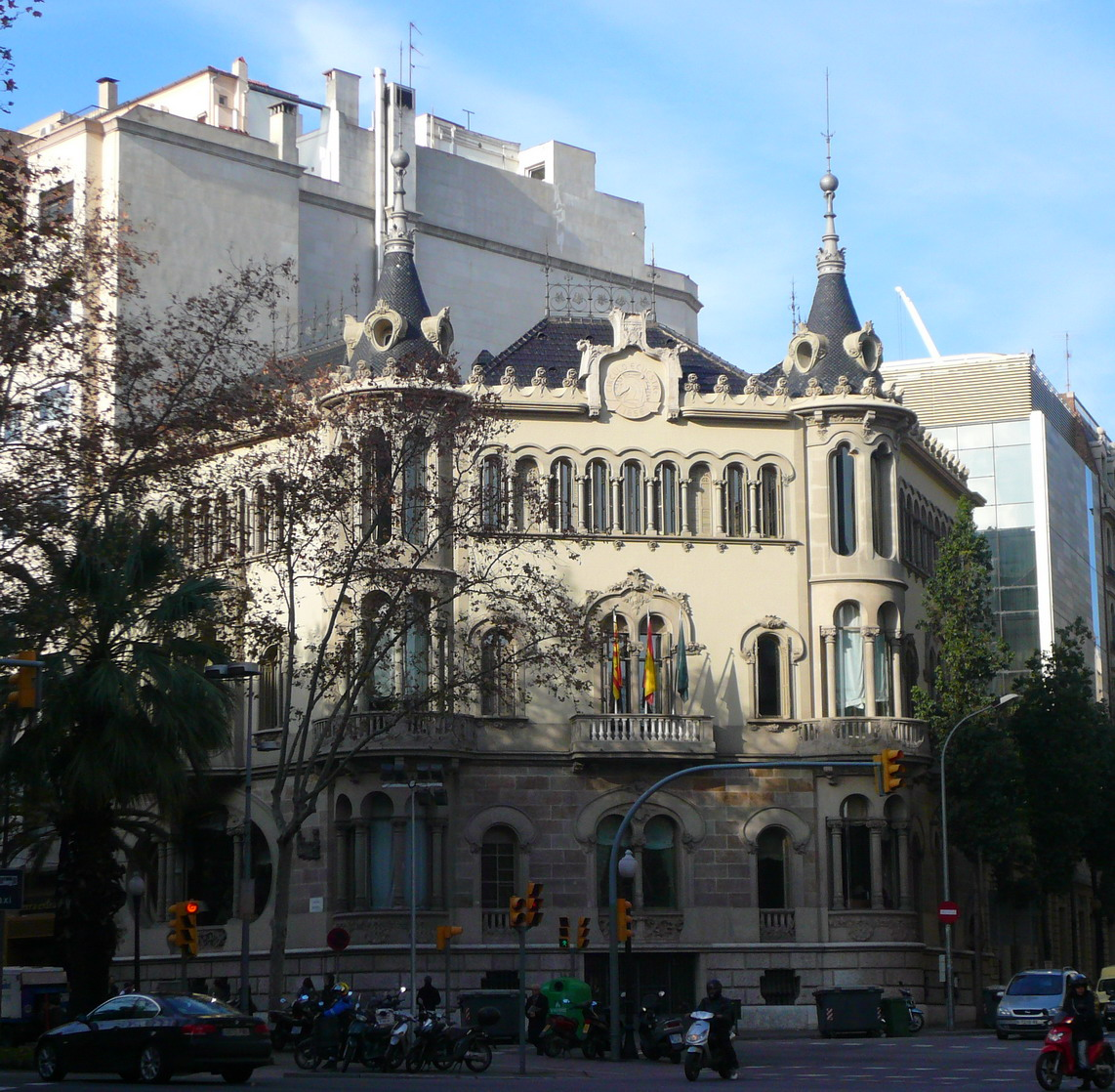
Cercle équestre
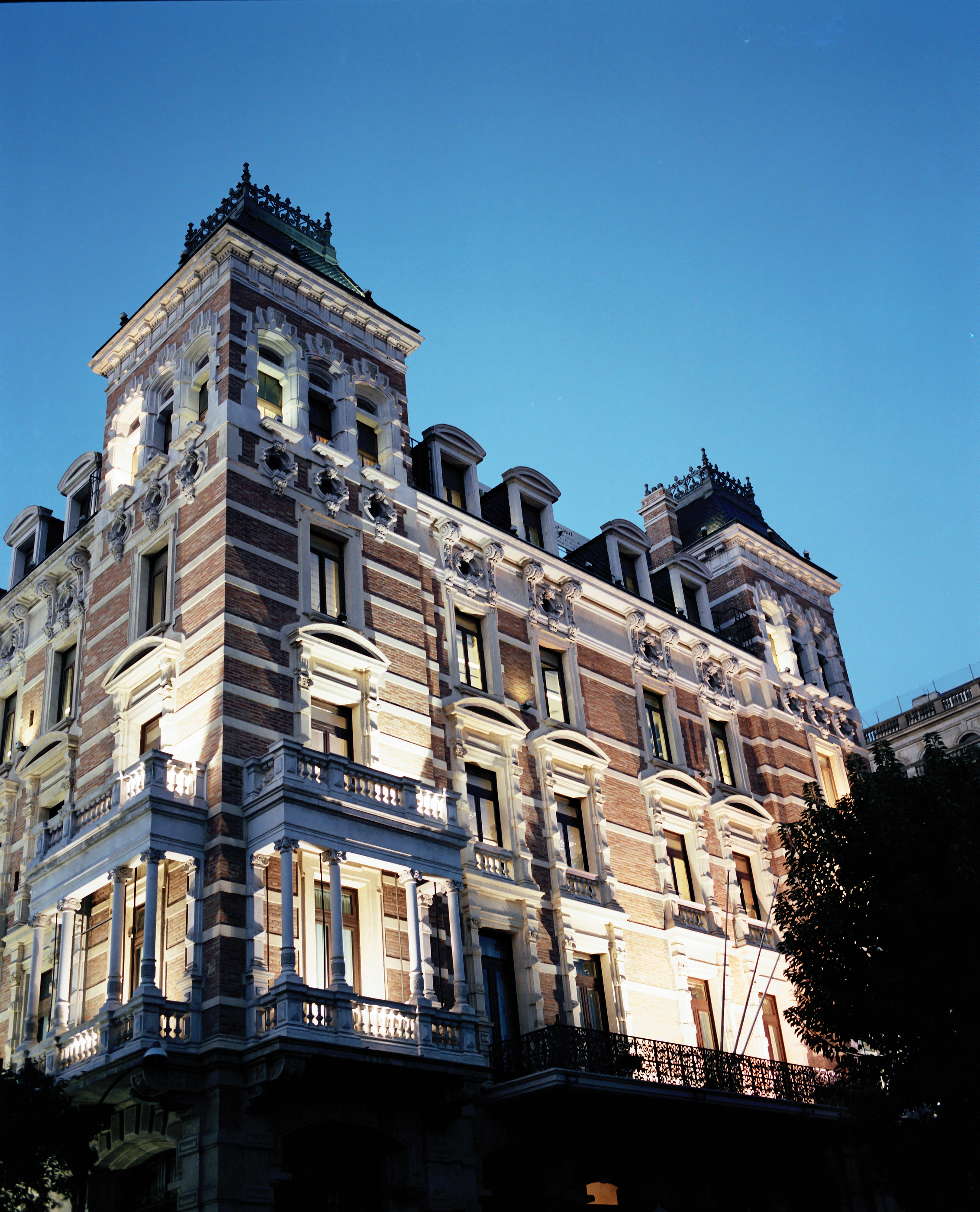
Édifice de la Mutuelle universelle
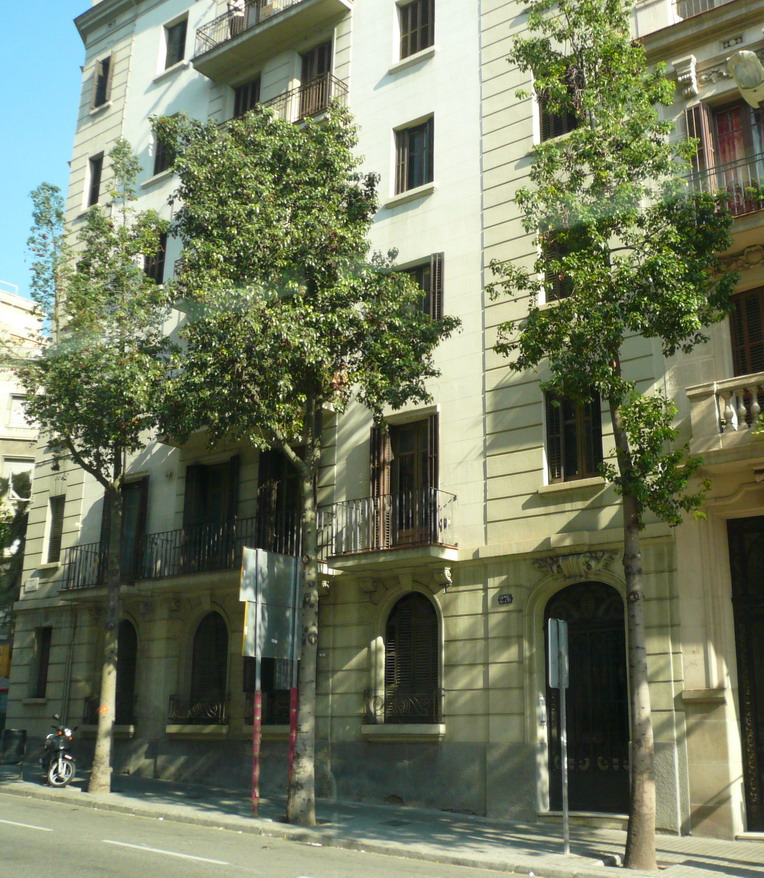
Fleurs rue Balmes (brachychyton populneum).
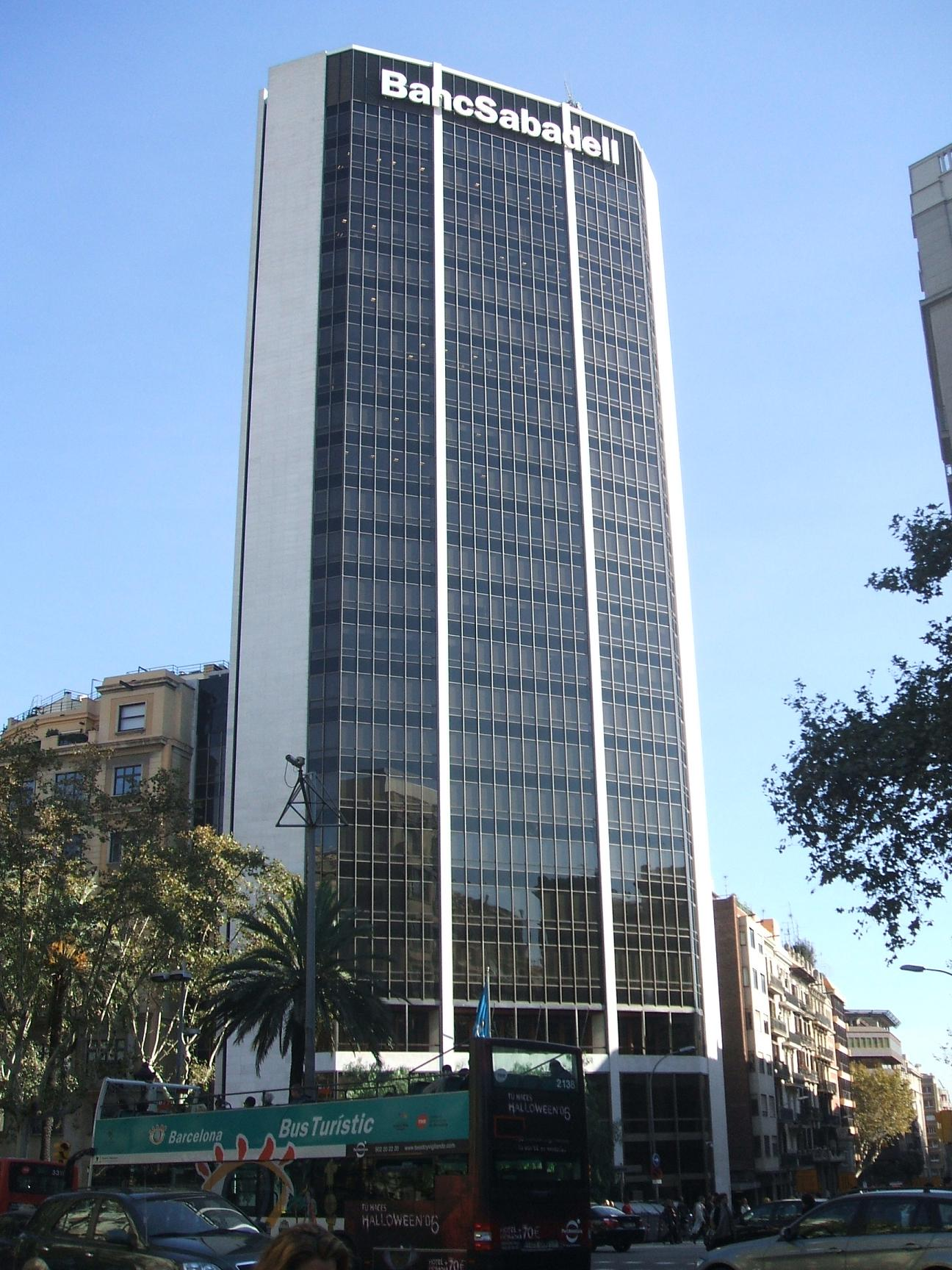
Siège du Banc Sabadell, à l'intersection avec l'avenue Diagonale.
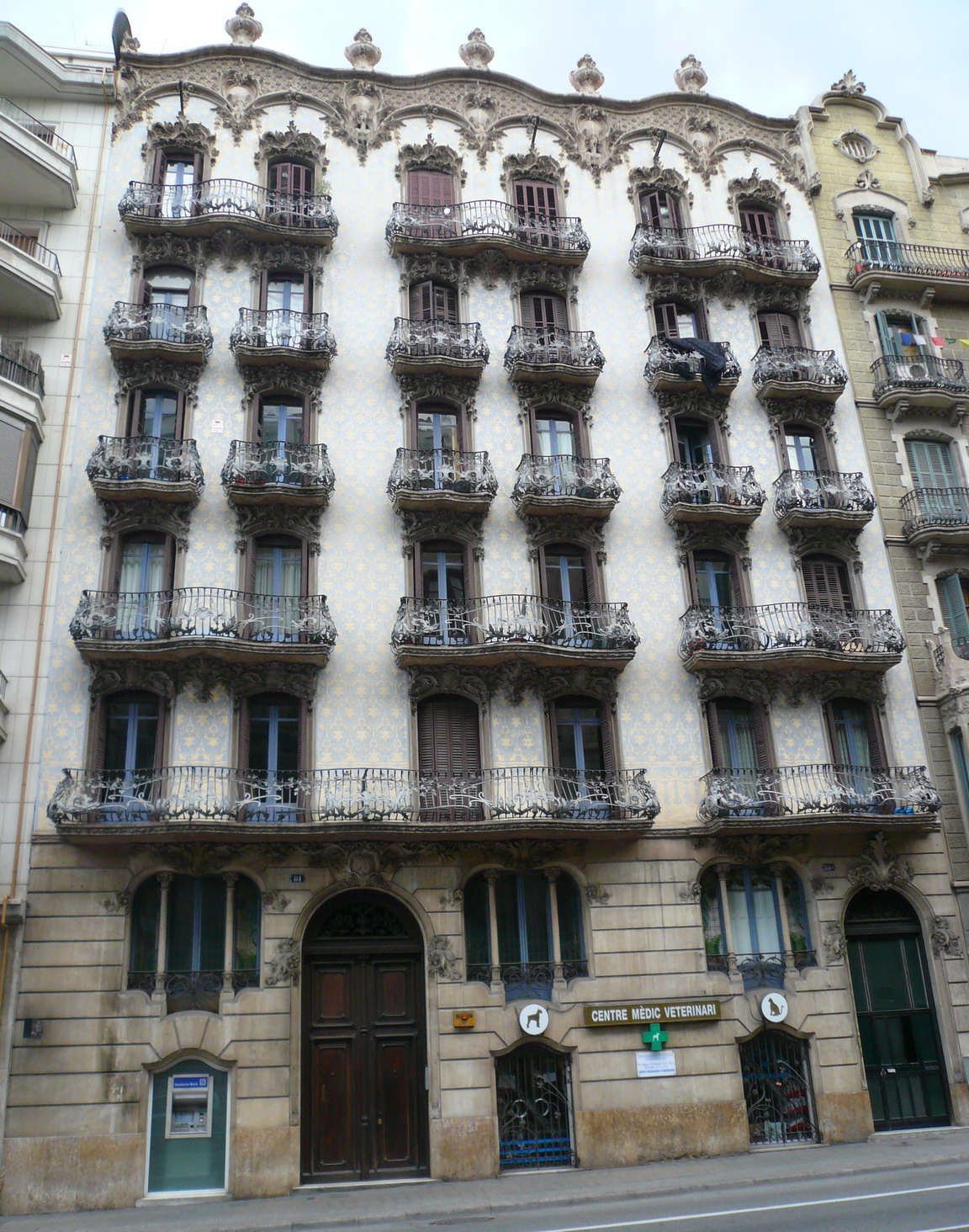
Maison Pons i Trabal (numéro 81) (1908).
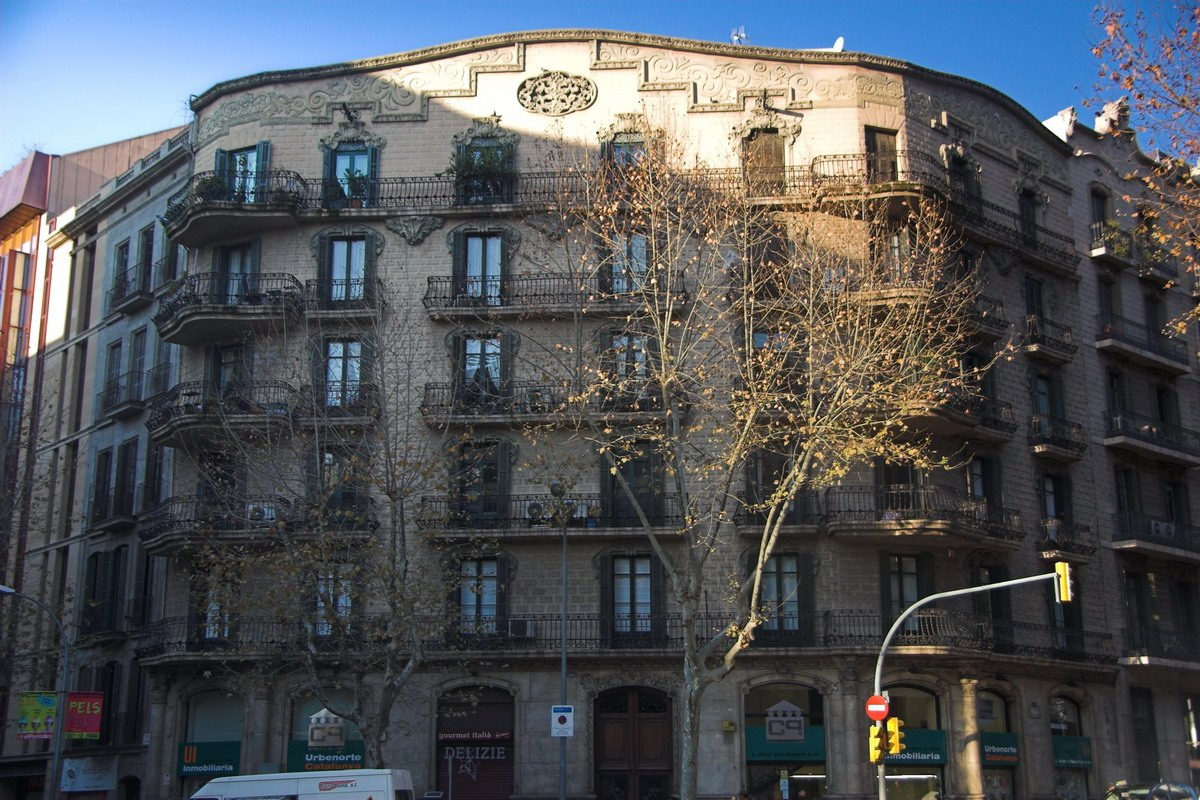
Maison Josep Filella, Joaquim Raspall (1909).numéro 149.